# AnkhSVN
AnkhSVN — дополнение для Microsoft Visual Studio, которое позволяет использовать систему контроля версий Subversion в данной среде разработки.
В самой среде Microsoft Visual Studio на текущий момент[когда?] нет поддержки Subversion.
AnkhSVN распространяется под лицензией Apache, что предполагает его свободное использование (в том числе и распространение исходных кодов) в любых проектах, в том числе и коммерческих.
AnkhSVN поддерживает следующие версии Microsoft Visual Studio:
- VS 2002 и VS 2003 — Ankhsvn версии 1.0.6 .
- VS 2005, VS 2008, VS 2010, VS 2012, VS 2013, VS 2015 — Ankhsvn версии 2.6 .
- VS 2019 — AnkhSVN2019 (open source проект, основанный на оригинальном исходном коде, автор Phil Jollans) .

## История
Проект AnkhSVN появился как выпускной проект Арильда Финеса, заканчивавшего инженерный факультет Колледжа Осло (Oslo College) в Норвегии. Карл Фогель (один из оригинальных разработчиков Subversion) был куратором Арильда. После окончания ВУЗа Арильд продолжил заниматься своим проектом, параллельно с этим получая степень магистра в информатике Университета Осло (англ. University of Oslo).
В феврале 2008 года он решает переписать движок AnkhSVN, дабы создать полный пакет контроля исходного кода (англ. Source Code Control Package, сокр. SCC) для Visual Studio 2005, 2008 (и последующих версий) на основе новой библиотеки SharpSvn. Новый движок был положен в основу релизов линейки 2.X, первый из которых увидел свет в июне 2008 года.

## Функциональность
Вот некоторые из функций, реализованных в программе:
- обзор всех изменений в реальном времени;
- доступ к большинству команд в Subversion;
- простой мастер для объединения изменений;
- поддержка Subversion версии 1.6.3 и предыдущих;
- полная поддержка Visual Studio 2005, 2008, 2010, 2012, 2013 и 2015;
- обозреватель хранилища. Доступные действия в хранилище: копирование, переименование, drag&drop. Лог всех подобных действий фиксируется в хранилище;
- автоматическая проверка новых версий;
- интуитивно понятный мастер разрешения конфликтов;
- автоматический импорт новых проектов.